# La Pompe à Jules
 (avril 2020).
Si vous disposez d'ouvrages ou d'articles de référence ou si vous connaissez des sites web de qualité traitant du thème abordé ici, merci de compléter l'article en donnant les références utiles à sa vérifiabilité et en les liant à la section « Notes et références ».
La Pompe à Jules est une trilogie de romans ornithologiques et naturalistes, composée de :
- tome I « Mémoires d’un vautour fauve » ;
- tome II « Vol bivouac pour un vautour » ;
- tome III «  Une libellule chez les vautours ».

« Pompe » désigne, chez les adeptes du vol à voile ou du vol libre en delta ou en parapente,  un courant d’air montant qui permet aux planeurs de prendre de l’altitude. Et « Jules » est le nom d’un vautour fauve – adepte lui aussi du vol à voile – qui est le personnage principal des trois romans.

## L'auteur
Michel Mouze est ex enseignant-chercheur à l’Université de Lille I, biologiste et ornithologue, spécialiste du vol des oiseaux, et pilote de deltaplane et d’ULM.

## Le style
Sous son langage familier et populaire par lequel, par petites touches et dans un langage très imagé le « traducteur » de Jules met son humour au service de la cause animale, ce récit cache un monde de connaissances scientifiques précises, pleines d’intérêt, et se lit avec agrément.

## La trilogie
Tout au long des trois tomes, le lecteur va suivre l’évolution de la colonie, et par le biais des diverses péripéties vécues par Jules et ses compagnons, va partir en vol à voile à la découverte de la vie sauvage sur le causse. Ce sont les échanges entre l’oiseau et un randonneur-naturaliste un peu bizarre rencontré dans les falaises — bizarre puisque capable de converser avec lui — qui seront relatés au lecteur. Le « fil rouge » reliant ces trois tomes est en grande partie la pratique du vol animal, tant chez les oiseaux que dans d’autres groupes, le vol étant le thème de prédilection de l’auteur.
Le tome I : « Mémoires d’un vautour fauve ».
Le premier tome relate la réintroduction des vautours fauves dans les grands causses telle que ressentie par Jules, c’est-à-dire « vue de l’intérieur », une opération menée au cours des années 70-80 à l’initiative du Fonds d’intervention pour les rapaces (ex-FIR) avec le concours du Parc national des Cévennes. Le lecteur découvrira, tout au long de cet ouvrage, de nombreux aspects de la biologie des vautours, et des oiseaux en général.
Paru en 1998 aux Editions Loubatières, ce livre a été réédité en 2002 aux Editions Milan sous le titre « Du vent dans les plumes », puis de nouveau à partir de 2007 sous son titre original aux Editions des Régionalismes.
Le tome II : « Vol bivouac pour un vautour ».
15 ans après...
À la suite d’un raté dans sa reproduction, un œuf clair, de petite taille et de coquille vide - peut-être causé par une concentration de pesticides le long de la chaine trophique - Jules a un « coup de blues » et s’enfuit en voyage pour chasser son spleen. Au cours de ses pérégrinations, il rencontre de nombreux représentants d’espèces menacées ou à problèmes, prises en charge par les Humains. Il y a beaucoup de cas de ce type dans les Cévennes : chevaux de Prjewalski, bisons d’Europe, bisons d’Amérique, loups, castors, sans compter les « sauvages emprisonnés » et les « imprégnés heureux »...
Cet ouvrage est un conte philosophique reposant sur une base érudite solide, une réflexion critique fine et nuancée sur les risques et les chances des tentatives de réintroduction des espèces menacées, sur les difficultés des essais de conciliation entre le maintien de la vie sauvage et la croissance de notre société.
Ce tome II a été publié en 2006 par les Editions des Régionalismes.
Tome III : «  Une libellule chez les vautours ».
Confronté à des congénères qui l’ont placé dans une situation peu confortable, l’Humain narrateur-traducteur, ami de Jules, va essayer de comprendre ce qui lui arrive. Mais le vautour et sa bande sont toujours présents, et participeront activement à l’éclaircissement du mystère. Sous la forme d’une enquête, ce tome III sera le prétexte pour aller, une fois de plus, à la rencontre de nouvelles espèces vivant sur le causse - blaireau, chauves-souris - et cette fois encore le lecteur retrouvera des informations naturalistes pertinentes, distillées par l’auteur dans le style humoristique et débridé caractéristique des deux premiers tomes. 
Ce tome III a été publié en 2019 par les Editions des Régionalismes.

## Prix et distinction
Le premier tome « Mémoires d’un vautour fauve » de la trilogie a obtenu le Prix du SUD 1998 ainsi que le Prix Fernand MERY 1988.